# Anca Petrescu
Pour les articles homonymes, voir Petrescu.
Mira Anca Victoria Mărculeț Petrescu, née le 20 mars 1949 à Sighișoara et morte le 30 octobre 2013 à Bucarest, est une architecte et personnalité politique roumaine.

## Biographie
Elle est la principale architecte du Palais du Parlement, ou Maison du peuple, à Bucarest, construit sous Nicolae Ceaușescu à partir de 1984, qui constitue le deuxième bâtiment administratif le plus grand au monde après le Pentagone, et le premier civil. Après la chute du communisme, elle le fait enregistrer comme son œuvre personnelle.
Affiliée au Parti de la Grande Roumanie, Petrescu est membre du Parlement roumain entre 2004 et 2008. En 2005, elle est candidate à l'élection municipale partielle à Bucarest, organisée pour remplacer Traian Băsescu au poste de maire de la ville. Elle récolte alors 3,48 % des suffrages exprimés et se place en quatrième position.
Elle meurt à Bucarest le 30 octobre 2013 des suites d'un accident de la route,.